# Schloss Lnáře
Schloss Lnáře (deutsch Schlüsselburg) befindet sich im gleichnamigen Ort Lnáře an der Verbindungsstraße von Budweis nach Pilsen, etwa 25 Kilometer nordwestlich der Stadt Strakonitz in der Region Jihočeský kraj (Tschechien).

## Geschichte
Erste Eigentümer der ursprünglichen Burg waren die Ritter ze Lnář (von Schlüsselburg), die in ihrem Wappen einen goldenen Schlüssel auf blauem Untergrund führten. Erster urkundlich nachgewiesener Besitzer war Ulrich von Schlüsselburg (Oldřich ze Lnář), ein Wegbegleiter des Königs Johann von Luxemburg. Seine Nachkommen legten auf Anraten des Kaisers Karl IV. die ersten Teiche an und kamen damit zu einem stets anwachsenden Vermögen. Der letzte der Adelsfamilie, die Anfang des 15. Jahrhunderts ausgestorben ist, war Wilhelm von Schlüsselburg (Vilém ze Lnář).
Das Anwesen erwarb die Familie Zmrzlík von Schweißing Peter Zmrzlík von Schweißing, Herr auf Schlüsselburg und Karlsberg, war Anhänger der Hussiten und kämpfte mit seinem Bruder Johann an deren Seite in der Schlacht bei Nekmíř mit. Später sagten sie sich von den Taboriten los und in der Schlacht von Lipan kämpften sie bereits auf der Seite der katholischen Allianz. Wenzel von Zmrzlík ein Protestant, verkaufte das Schloss am 25. April 1564, bevor es von der Krone konfisziert werden konnte, an Zdeniek VI. von Sternberg auf Blatná, floh mit seinem Geld nach Deutschland, wo er dann als Letzter seines Geschlechts starb.
Das hoch verschuldete Anwesen traten 1577 die Söhne Zdenieks an ihren Schwager Wolf Neuburger von Kolowrat (Volf Novohradský z Kolovrat) ab, der die Teichwirtschaft weiter ausbaute. Dessen Sohn verkaufte es am 15. September 1617 dem Sternberger Adam. Adam, ein Katholik, wurde nach der Schlacht am Weißen Berg mit dem Posten eines Burggrafen bedacht. Eva Johanna, die Tochter seines Sohnes Jaroslav Wolf, der von seinem Kämmerer später ermordet wurde, verkaufte die Ländereien am 24. Januar 1660 an Alexei Freiherr von Vratislav (Aleš Vratislav z Mitrovic).
Alexei begann 1666 am Platz der ursprünglichen gotischen Festung mit dem Bau des frühbarocken Schlosses. Die Bauarbeiten wurden 1685 beendet. Das Schloss ging anschließend durch mehrere Hände. Es kamen und gingen die Familien Czernin, von Künigl, von Sporck, an Leopold Leonhard Raymund von Thun, den letzten Fürstbischof von Passau, der es an die Freiherren Linker von Lützenwick verkaufte, diese wiederum übertrugen das Schloss an die Herren von Lilgenau.
1923 kaufte Karel Bonda die Ländereien, der sie 1936 an den Prager Anwalt Jindřich Vaníček veräußerte. 1948 wurde das Schloss verstaatlicht und verfiel bis zu Restaurierungsarbeiten in den Jahren 1972 bis 1985. Seit 1993 gehört es wieder der vorher enteigneten Familie Vaníček, die es seit 1999 der Öffentlichkeit zugänglich macht.

## Sehenswürdigkeiten
Im Schloss kann der große Saal mit weiteren kleineren mit Fresken ausgeschmückten Räumen besichtigt werden. In der Galerie findet man das Erbe der Adelsfamilien, die auf dem Schloss siedelten. Angeschlossen ist auch die Schlosskapelle des Hl. Josef, der Kassettensaal unterhalb des Turmes und der Schlossgarten.